# Mogenstrup Kirke
Mogenstrup Kirke er en middelalderlig kirke beliggende lidt nord for byen Mogenstrup i Mogenstrup Sogn, Næstved Provsti (Roskilde Stift)..
Kirken ligger ud til Præstø Landevej og ved siden af den nu nedlagte Mogenstrup Kro og den berømte Skt. Mogens Kilde, som i århundrede samlede store menneskeskarer på Skt. Hans Dag.
Kor og skib er opført i kampesten, mens tilbygningerne fra omkring 1500 er i munkesten.
I Mogenstrup kirkes kor findes kalkmalerier, som stammer fra 1425. Prædikestolen fra 1633 er i bruskbarok og skåret af Abel Schrøder den yngre. Norddøren er i ca. 1475 bemalet med en korsfæstelsesscene.

## I kunst
Den velkendte kunstner i det moderne gennembrud, L.A. Ring, der selv stammede fra den nærliggende by Ring, skabte adskillige malerier af Mogenstrup Kirke, Mogenstrup Kro og de omkringliggende områder. Eksempler på hans malerier af kirken kan ses nedenfor:
| - Kirkebilleder af L.A. Ring - "Mogenstrup Kirke", 1888-1889 - "Folk, som går fra kirke. Mogenstrup", 1889 |